# Командування ССО США «Тихий океан»

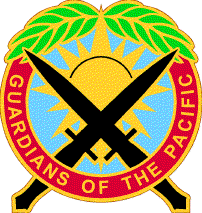
Знак Командування

Командування спеціальних операцій США «Тихий океан» (англ. Special Operations Command Pacific) (SOCPAC) — одне з командувань сил спеціальних операцій США і головний орган військового управління для усіх формувань спецоперацій у зоні відповідальності Тихоокеанського Командування Збройних сил США, котре здійснює безпосереднє управління, підготовку, керівництво і застосування основних компонентів сил спеціальних операцій, що входять до її складу.

## Призначення
Командування спеціальних операцій ЗС США на Тихому океані відповідає за бойову готовність, всебічну підготовку та забезпечення, навчання, тренування усіх компонентів сил спеціальних операцій від армії, повітряних сил, морської піхоти і флоту та планування спеціальних операцій у мирний час та особливий період самостійно або у взаємодії з іншими структурними підрозділами спеціального призначення країн-союзників на Тихоокеанському театрі дії. Командувач Командування підпорядковується з оперативних питань керівнику Тихоокеанського Командування ЗС США. До складу SOCPAC входить власно командування, 6 управлінь (SOJ1-SOJ6), Об'єднаний підрозділ розвідувального забезпечення/Об'єднаний розвідувальний центр «Тихий океан» (JISE/JICPAC) та підрозділ зв'язку зі складу 112-го батальйону зв'язку спеціальних операцій (парашутний).
Командування ССО США «Тихий океан» веде свою історію від заснування 1 листопада 1965 року Центру спеціальних операцій у Тихоокеанському командуванні ЗС зі штаб-квартирою на Окінаві, Японія. Цей підрозділ проводив основні завдання з:
- ведення нетрадиційних бойових дій,
- забезпечення і підготовки військових формувань дружних іноземних держав,
- спеціальної розвідки,
- прямих бойових дій,
- врятування заручників, та
- контртерористичної діяльності у Південно-Східній Азії.

1 жовтня 1969 року Центр спеціальних операцій був розформований, а у жовтні 1983 року директивою Об'єднаного комітету начальників штабів були засновані Командування ССО на Європейському та Тихоокеанському театрах дій. 1 листопада 1983 року Командування приступило до виконання визначених завдань, маючи тільки 18 членів органу управління. 28 грудня 1989 року SOCPAC перейняв оперативне управління над 353-ею групою ССО Повітряних сил та 1-м батальйоном 1-ї групи ССО армії, котрі дислокувались на авіабазі Кадена та військовій базі Торії Стейшн, Окінава відповідно. 8 липня 1991 року у підпорядкування Командування перейшов тактичний підрозділ спецоперацій на Тихому океані та взвод SEAL, що базувались на військово-морській станції Апра-Гарбор, на Гуамі.
11 червня 2001 року під контроль Командування перейшла рота «E» 160-го авіаційного полку спецоперацій, з базуванням на Тегу, Південна Корея.